# Championnats du Vietnam de cyclisme sur route
Les championnats du Viêt Nam de cyclisme sur route sont les championnats nationaux de cyclisme sur route organisés par la Fédération du Viêt Nam de cyclisme.

## Hommes

### Podiums de la course en ligne
| Année | Vainqueur            | Deuxième             | Troisième                |
| ----- | -------------------- | -------------------- | ------------------------ |
| 2007  | Mai Công Hiếu        | Đặng Trung Hiếu      | Trịnh Phát Đạt           |
| 2008  | Mai Công Hiếu        | Đinh Quốc Việt       | Nguyễn Vận Tải           |
| 2009  | Nguyễn Trường Tài    | Bùi Minh Thụy        | Trương Nguyễn Thanh Nhân |
| 2010  | Trần Quốc Dũng       | Mai Nguyễn Hưng      | Lê Văn Duẩn              |
| 2011  | Hồ Huỳnh Vạn         | Nguyễn Hoàng Sang    | Quân Hoàng Tranh         |
| 2012  | Bùi Minh Thụy        | Huỳnh Thanh Tùng     | Lê Văn Duẩn              |
| 2013  | Nguyễn Thành Tám     | Huỳnh Thanh Tùng     | Trần Lê Minh Tuấn        |
| 2014  | Lê Ngọc Sơn          | Nguyễn Trường Tài    | Nguyễn Thành Tám         |
| 2015  | Nguyễn Thành Tám     | Nguyễn Tấn Hoài      | Hồ Vạn Phúc              |
| 2016  | Nguyễn Tấn Hoài      | Lê Ngọc Sơn          | Nguyễn Trường Tài        |
| 2017  | Trần Nguyễn Minh Trí | Trần Nguyễn Duy Nhân | Lương Văn Sính           |
| 2018  | Nguyễn Trường Tài    | Trịnh Đức Tâm        | Huỳnh Thanh Tùng         |
| 2021  | Nguyễn Hoàng Giang   | Ngô Văn Phuong       | Nguyễn Văn Bình          |
| 2023  | Trịnh Đức Tâm        | Quàng Văn Cường      | Hà Kiều Tấn Đại          |
| 2024  | Ngô Văn Phượng       | Trịnh Đức Tâm        | Đặng Văn Pháp            |

### Podiums du contre-la-montre
| Année | Vainqueur         | Deuxième             | Troisième         |
| ----- | ----------------- | -------------------- | ----------------- |
| 2007  | Mai Công Hiếu     | Đặng Trung Hiếu      | Bùi Minh Thụy     |
| 2008  | Mai Công Hiếu     | Bùi Minh Thụy        | Nguyễn Văn Đực    |
| 2009  | Mai Công Hiếu     | Bùi Minh Thụy        | Mai Nguyễn Hưng   |
| 2010  | Mai Công Hiếu     | Bùi Minh Thụy        | Mai Nguyễn Hưng   |
| 2011  | Bùi Minh Thụy     | Mai Nguyễn Hưng      | Nguyễn Trường Tài |
| 2012  | Bùi Minh Thụy     |                      |                   |
| 2013  | Bùi Minh Thụy     | Trịnh Đức Tâm        | Mai Nguyễn Hưng   |
| 2014  | Trịnh Đức Tâm     | Mai Nguyễn Hưng      | Huỳnh Thanh Tùng  |
| 2015  | Trịnh Đức Tâm     | Huỳnh Thanh Tùng     | Mai Nguyễn Hưng   |
| 2016  | Huỳnh Thanh Tùng  | Trịnh Đức Tâm        | Trấn Thành Diễn   |
| 2017  | Trịnh Đức Tâm     | Trần Thanh Điền      | Mai Nguyễn Hưng   |
| 2018  | Nguyễn Tấn Hoài   | Mai Nguyễn Hưng      | Trịnh Đức Tâm     |
| 2020  | Nguyễn Tuân Vũ    |                      |                   |
| 2021  | Trường Tài Nguyễn | Nguyễn Tuân Vũ       | Quàng Văn Cường   |
| 2023  | Nguyễn Tuân Vũ    | Quàng Văn Cường      | Nguyễn Trường Tài |
| 2024  | Nguyễn Tuân Vũ    | Trần Nguyễn Minh Trí | Đặng Thành Được   |

## Femmes

### Podiums de la course en ligne
| Année | Vainqueur          | Deuxième            | Troisième              |
| ----- | ------------------ | ------------------- | ---------------------- |
| 2010  | Cao Thi Thuy Trang | Pham Thi Thuy Lien  | Dang Huong Thao        |
| 2012  | Thi Lieu Phan      | Thi Phuong Vo       | Phan Ngoc Trang Nguyen |
| 2023  | Nguyễn Thị Thật    | Thi Ngoc Thao Thach | Thi Thuy Duong Lam     |

### Contre-la-montre
| Année | Vainqueur        | Deuxième           | Troisième          |
| ----- | ---------------- | ------------------ | ------------------ |
| 2023  | Thi Kim Ngan Lam | Thi Thuy Duong Lam | Thi Be Hong Nguyen |